# Slavko Svinjarević
Slavko Svinjarević (szerb cirill betűkkel: Славко Свињаревић; Karlóca, 1935. április 6. – 2006) szerb labdarúgó. 
A jugoszláv válogatott tagjaként részt vett az 1962-es világbajnokságon.